# Hakuba
Hakuba (Japans: 白馬村, Hakuba-mura) is een dorp in het district Kitaazumi in de Japanse prefectuur Nagano. Het dorp heeft een oppervlakte van 189,37 km² en had op 1 juni 2010 9279 inwoners.
Hakuba is een zeer toeristisch dorp dat tussen drie skigebieden ligt. Hakuba werd bekend toen de Olympische Winterspelen van 1998 in Nagano werden gespeeld. In Hakuba werden onder andere de schansspringwedstrijden gehouden.

## Stedenbanden
Hakuba heeft een stedenband met
- Kawazu, Shizuoka
- Taiji, Wakayama
- Lech am Arlberg, Oostenrijk, sinds 1995.
- Oberwiesenthal, Saksen, Duitsland.
- Annecy, Haute-Savoie, Frankrijk.

## Aangrenzende steden en gemeenten
- Otari
- Nagano
- Omachi
- Ogawa
- Kurobe
- Asahi